# Cymodocella guarapariensis
Cymodocella guarapariensis är en kräftdjursart som beskrevs av Loyola e Silva 1965. Cymodocella guarapariensis ingår i släktet Cymodocella och familjen klotkräftor. Inga underarter finns listade i Catalogue of Life.